# Розарія Аєлло
Розарія Аєлло (італ. Rosaria Aiello, нар. 12 травня 1989, Катанія, Італія) — італійська ватерполістка, срібна призерка Олімпійських ігор 2016 року.

## Виступи на Олімпіадах
| Олімпіада           | Дисципліна | Місце |
| ------------------- | ---------- | ----- |
| Ріо-де-Жанейро 2016 | водне поло | 2     |